# България в Първата световна война
Участието на България в Първата световна война включва бойните действия на Царство България в Първата световна война. То обхваща периода от 1 октомври 1915 година, когато Царство България обявява война на Кралство Сърбия, до 29 септември 1918 година, когато със Солунското примирие страната капитулира.
Дълго време страната е убеждавана и от двете главни сили (Антантата и Тройния съюз) да се включи във войната. В крайна сметка България застава на страната на Тройния съюз, с което Съюзът си осигурява изключително силен и важен партньор на Балканите. За разлика от България, всички други балкански страни с изключение на Османската империя са част от Антантата. След поредица от успешни сражения, на 1 септември 1916 г., Царство България обявява война на Румъния. Българските и турските войски разгромяват подкрепяната от руски и сръбски сили румънска армия в Добруджа. Впоследствие български и турски части преминават Дунав и съвместно с войските на останалите съюзници превземат румънската столица Букурещ.
През септември 1918 г. съюзническите сили допускат пробив при Добро поле, което става и повод за Владайското въстание. Една част от Българските войници отказват да воюват, вдигат бунт и се оттеглят, като в своя протест достигат до столицата. Причината за този бунт е изнемощялата икономика на страната. Войската е принудена да живее от изключително мизерни дажби храна. Когато войниците се връщат от фронта, изпокъсани, осакатени, изтормозени и паднали духом, точно тогава се ражда идеята за надигането с цел София. Бунтът е потушен, което всъщност е и началото на края на войната за България. Цар Фердинанд I абдикира.
България е първата държава, която подписва примирие на 29 септември 1918 г. Войната е загубена, а в резултат на подписаните впоследствие договори страната е принудена да изплаща милиони франкове репарации на страните-победителки. България преживява нова национална катастрофа. Веднага след България, на 3 октомври, Германия и Австро-Унгария се обръщат към президента на САЩ за примирие. Австрия и Унгария решават да подпишат две отделни примирия и така слагат край на Империята и Първата световна война.

## Предистория
Още в самото начало на войната за воюващите групировки – Централни сили и Антанта, става ясно, че България поради географското си положение на Балканите има ключово значение за спечелване на войната и присъединяването ѝ към една от двете дава стратегическо геополитическо преимущество. За Централните сили това би осигурило пряк сухопътен транспортен коридор по Виа Милитарис между Австро-Унгария и Османската империя, а за Антантата – обратно, прекъсване на връзките, снабдяването и общото командване между Германия и Австро-Унгария от една страна, и Османската империя от друга. През август 1914 г. България обявява, че ще пази неутралитет „с пушка при нозе“, но това е само привидно. Правителството на Васил Радославов търси удобния момент страната да се включи и изчаква предложенията на двата лагера. През следващата 1915 година Германия и съюзниците ѝ жънат успехи по фронтовете. На Източния фронт руснаците са спрени, на западния германците пробиват фронтовата линия и вече са в близост до Париж. Освен това се проваля замисленият десант при Дарданелите на Антантата. Това предполага, че България ще влезе на страната на Германия, но неуспехът при Париж охлажда амбициите на управляващите в България. Започва „българското лято на 1915 година“, през което и двете групировки във войната се опитват да я привлекат на своя страна. Тъй като Германия обещава по-сигурното, тоест връщане на изгубените територии през Междусъюзническата война, става ясно, че България ще влезе във войната на страната на Централните сили въпреки протеста на опозицията. България се обвързва с този блок с Българо-германски договор (1915), Тайна българо-германска спогодба, Военна конвенция между Германия, Австро-Унгария и България и Българо-турска конвенция (1915). На 23 септември е обявена обща мобилизация.

## Начало на бойните действия 1915
На 14 октомври, с манифест на царя, България обявява война на Сърбия. България разполага срещу нея с две армии – Първа и Втора. Първа армия (с командващ Климент Бояджиев) трябва да прекъсне сръбските комуникации по Поморавието и Източна Сърбия, навлизайки в тези територии, а Втора армия (начело с Георги Тодоров) – да навлезе във Вардарска Македония, да отреже пътя за отстъпление на сърбите и да предотврати опита за помощ на съюзниците им, които след Дарданелската операция са прехвърлени в Северна Гърция. Българските армии навлизат в тези територии и ги отнемат от сърбите. При Криволак българите разбиват англо-френските сили и така сръбската армия е принудена да се изтегли през труднопроходимите Албански планини. По-късно тя е прехвърлена през остров Корфу на Южния фронт. След разгрома на Антантата при Криволак, по немска заповед, настъплението е спряно, тъй като Гърция все още се колебае на чия страна да влезе. Това спасява силите на Антантата на Балканите от окончателен разгром, и те получават възможност да създадат нов фронт в Гърция, което и правят след присъединяване на Гърция към страните от Антантата.
На 14 (27) октомври – 1915 г. Варна е подложена на бомбардировка от ескадра на руския имперски флот – линкорът „Императрица Мария“, броненосците „Евстафий“, „Йоан Златоуст“ и „Св. Пантелеймон“, крайцерите „Памят Меркурия“ и „Кагул“, подкрепени от още осемнадесет по-малки плавателни съда. Руснаците изстрелват няколкостотин снаряда срещу пристанището и града, но атакувани от немските подводници, базирани във Варна се оттеглят още около обяд на същия ден. Артилерийският обстрел на Варна има нищожни военни последици, но са убити 27 цивилни граждани и няколко войници. Тази акция е повод за бързото снабдяване на българския военен флот с нова техника. Взети са мерки срещу възможен руски десант в околностите на Варна – бреговата артилерия е усилена, нови минни постановки в морето, българското висше командване прави постъпки за придобиване на първата подводница в българския флот. На 25 май 1916 г. е въведена в бойния строй първата българска подводница UB-18, тя е базирана във Варна. На 1 май 1917 г. се сформира самостоятелна българска водосамолетна станция „България“, намираща се във Варненското езеро. Още преди това от там успешно са атакувани противниковите съдове и части базирани в Кюстенджа.

## Войната през 1916 година
През 1916 година окончателно става ясно, че войната ще бъде дълга и продължителна. И на Южния фронт, както и в Западна Европа, се налага позиционна (окопна) война. С Леринската операция през август българите превземат Лерин, а със Струмската операция скъсяват фронта на североизток.
През септември и октомври Антантата провежда контранастъпление в западната част на фронта, вследствие на което успява да превземе Битоля. След битката при река Черна фронтът не се стабилизира.

## Кампанията срещу Румъния
На 17 август 1916 г. Румъния подписва договор за присъединяване към Антантата, извършва мобилизация и на 27 август обявява война на Австро–Унгария. Това принуждава българите да прехвърлят войскови сили на север. Формирана е Трета армия начело с генерал Стефан Тошев.
На 1 септември България обявява война на Румъния. На 2 септември Първа конна дивизия настъпва в Добруджа. На същия ден до обяд е освободен Куртбунар (днес Тервел). На 4 септември е освободен Добрич, на 6 септември – Балчик и Каварна. На 7 септември българските части превземат Тутракан. На 8 септември е освободена Силистра, а на 14 – Мангалия. На 22 октомври е освободена Кюстенджа. На 23 – Меджидия (Меджидие). На 25 – Черна вода. На 26 – Хърсово. На 18 декември е освободен Бабадаг. На 22 декември 1916 г. българската войска влиза в Тулча и след това в Сулина. Българите заемат делтата на Дунав. На 3 януари 1917 е освободен Мачин и на 7 – Исакча с което приключва освобождаването на цяла Добруджа от румънска власт.
Българската войска разгромява напълно крупните румънско-руско-сръбски съединения и прогонва остатъците им отвъд Дунав, а румънската столица Букурещ е превзета на 6 декември 1916 и окупирана.
Срещу руските войски отвъд Дунава е създаден устойчив фронт – Добруджанският (известен още като Северен). Съгласно Буфтейския и Букурещкия мирни договори, и по Берлинския протокол, суверенитетът над северната част от областта, както и над цяла Добруджа, е върнат в патримониума на България.

## 1917 година
В началото на следващата година избухва т.нар. Топличко въстание, провокирано от сръбското военно разузнаване срещу българското управление в Поморавието, но то е бързо потушено.
В Македония не настъпва съществено изменение на фронта, въпреки че българите губят Битоля. На север обаче е постигнат успех – Русия и Румъния излизат от войната (Брест-Литовски договор и Букурещки договор (1918)), ала само Южна Добруджа е върната на България по втория договор. Северна Добруджа остава в кондоминиум на Централните сили. Това предизвиква сред българското обществено мнение недоволство срещу правителството, което е упрекнато, че не е защитило българския национален интерес в преговорите със съюзниците, предхождащи сключването на мирния договор с Румъния.

## 1918 година
През 1918 година българите и техните съюзници изпадат в тежко положение. Икономиките им започват да се изтощават, стопанството е в упадък, не достига работна ръка. Започва да витае призракът на глада. След Октомврийската революция в Русия, зачестяват бунтовете и болшевишките настроения в армията. Усилва се антивоенната пропаганда на БРСДП (т. с.).
На фронта положението се влошава. Не достигат храна и боеприпаси. Много фабрики вече не работят поради недостиг на работна ръка. Антантата увеличава своето военно присъствие на Южния фронт, а българите нямат достатъчно резерви. Става ясно, че е въпрос на време фронтът да се пробие. И това става през септември. Замисълът на Съглашението е фронтът да се пробие при Добро поле и Дойран, като по такъв начин близо милионната българска войска да бъде хваната в „чувал“. На 14 септември започва настъплението. След тридневни боеве при Добро поле българите са разгромени, като по този начин останалите на запад войници попадат в плен. При Дойран българите под командването на ген. Владимир Вазов разгромяват Антантата, но скоро и те са принудени да отстъпят, макар и непобедени. Угнетените и изтощени войници тръгват към столицата София да търсят равносметка от управляващите. Избухва Владайското въстание. В тази обстановка на 29 септември е подписано Солунското примирие, с което страната излиза от войната. Цар Фердинанд абдикира в полза на своя син Борис.

## Последици
След края на войната страната преживява т. нар. втора национална катастрофа. Периодът от възстановяване на българската държава (1878) до края на Първата световна война (1919) е белязан в българската история от стремежа към национално обединение. В името на националното обединение в етническите български граници, България участва в три последователни войни (Балканска, Междусъюзническа и Първа световна). Загубата в последната слага трагичен край на националния идеал. От началото на Българското възраждане, белязано от История славянобългарска, до Ньойския договор, нацията има три последователни цели: борба за българска църква, борба за национална независимост и борба за национално обединение. Възможността за постигане на последната цел намалява с приключването на Първата световна война.

## Загуба
Освен убитите и изчезнали през Първата световна война над 115 000 войници и офицери, плюс ранените, пленените,
загубите сред цивилното българско население и разрухата, това е крахът, поне до Втората световна война, на националния идеал. България губи и половината от землището си – българската етническа територия е разпокъсана между всички съседи на България. Най-критично е положението с новообразуваната държава Кралство Югославия, към която окончателно са придадени Поморавието, Тимошко, Вардарска Македония и Призренско. Не по-добро е положението на българите и българските земи (Егейска Македония и Западна Тракия), влезли в състава на Гърция, особено след загубата ѝ в Малоазийската авантюра (1923). В състава на нововъзникналата Турция (като приемник на падналата Османска империя) остава Източна Тракия (анексирана още от османлиите през 1913 г.), а Румъния заема цяла Добруджа.
Вътрешното състояние на страната е ужасяващо. Инфлацията расте непрекъснато. Стопанството, вследствие на войната и наложените репарации и реквизиции, е в упадък. На власт идват опозиционните леви, земеделски партии. България е окупирана от Антантата. На 27 ноември 1919 е подписан Ньойският договор, който е с изключително тежки последици за българската нация и държава. По силата на този договор, наричан още и Ньойски диктат, е отнето и суверенното право на България да поддържа свои въоръжени сили.
В тази следвоенна обстановка, правителството на БЗНС обвинява управлявалите страната по време на Първата световна война за безпрецедентната национална катастрофа, завършила с крушение на така желаното национално обединение. Започва приемане на извънредно наказателно законодателство от управляващото БЗНС, чиято цел е дирене на отговорност от бившите управници.

## В културата
Първата световна война оказва влияние на българския народ, но и на културата. Войната и времето след нея присъства в разказите на Йордан Йовков, в първия роман на Димитър Димов „Поручик Бенц“, в романа на Захари Карабашлиев „Рана“ и в много други. По това време Владимир Димитров – Майстора е бил мобилизиран на фронта. Запазени са негови скици, показващи ужаса на войната.